# Krasieniec Stary
Krasieniec Stary (1965-2012 Stary Krasieniec) – wieś w Polsce położona w województwie małopolskim, w powiecie krakowskim, w gminie Iwanowice.
W latach 1975–1998 miejscowość administracyjnie należała do województwa krakowskiego.

Integralne części miejscowości: Kopanina, Krajgaje, Półanki, Zagórze, Zakrasieniec.
Inne miejscowości o podobnej nazwie: Krasieniec Zakupny, Krasienin.